# 肯妮迪·戈斯
肯妮迪·戈斯（英語：Kennedy Goss，1996年8月19日—）生于安大略省北约克，是一名加拿大女子游泳运动员，主攻自由泳，曾就读于印第安纳大学，代表该校校队参加美国校际比赛。她的父亲桑迪曾参加1984年洛杉矶奥运和1988年汉城奥运，母亲则是一位体育心理师。